# Hadronyche insularis
Hadronyche insularis là một loài nhện trong họ Hexathelidae. Loài này phân bố ở de Salomonseilanden.